# Lincoln (mouton)
Pour les articles homonymes, voir Lincoln.
Le Lincoln Longwool est une race de moutons anglaise qui a été modifiée de façon importante par la reproduction sélective à la fin du XVIIIe siècle. Son croisement avec le Leicester a amélioré ses qualités bouchères. 
Le Lincoln Longwool est le plus grand mouton britannique, développé spécifiquement pour produire la toison la plus lourde, la plus longue et la plus brillante au monde. Un grand nombre d’individus ont été exportés vers de nombreux pays pour améliorer la taille et la qualité de la laine des autres races. Sa laine de grande qualité est très demandée pour la filature, le tissage et de nombreux autres métiers. 
L’adulte a un poids d'environ 60 kg, sa toison peut peser jusqu’à 7 kg avec un poil d’environ 40 microns de diamètre.

## Galerie

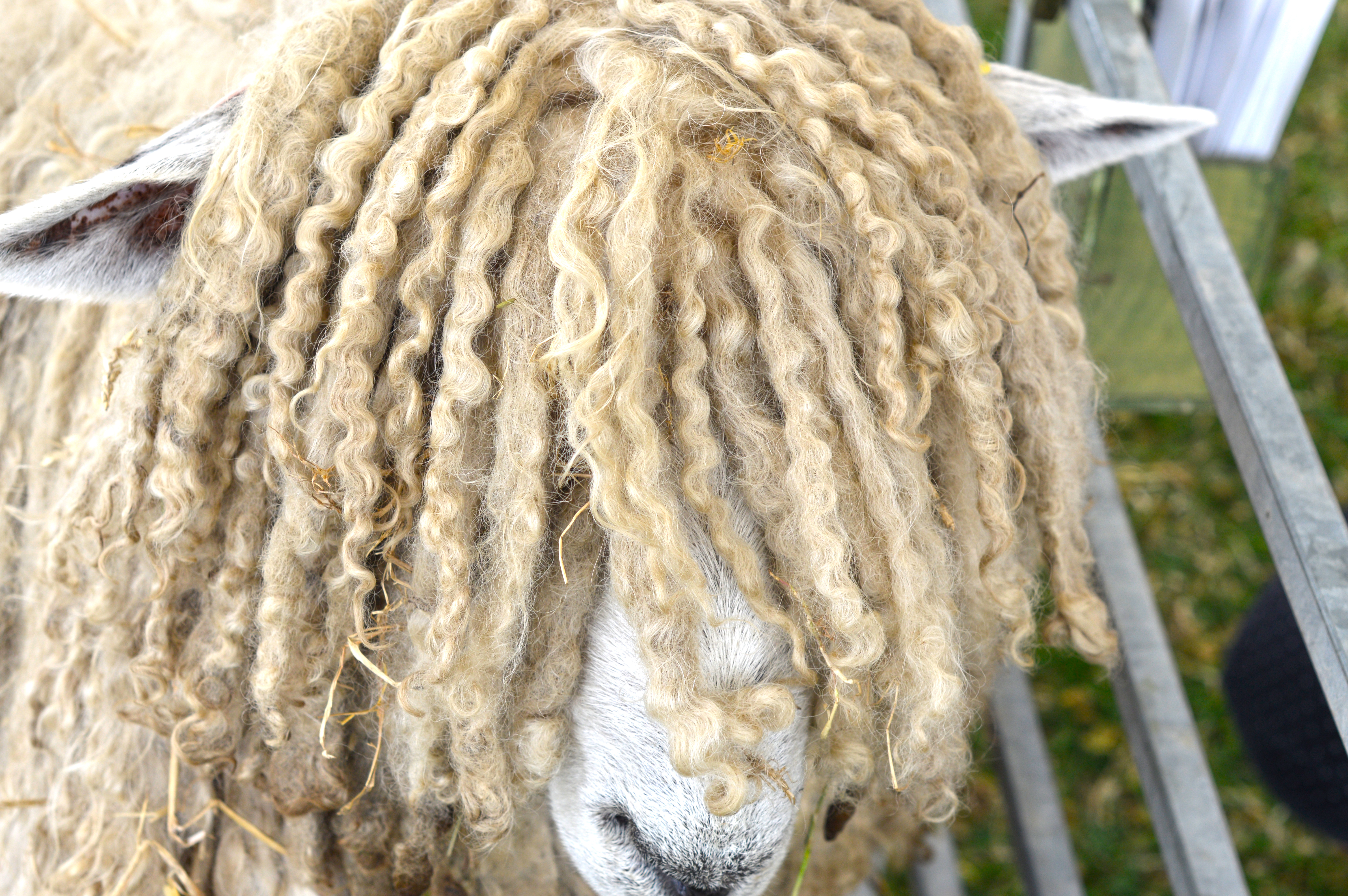
Un mouton Lincoln Longwool
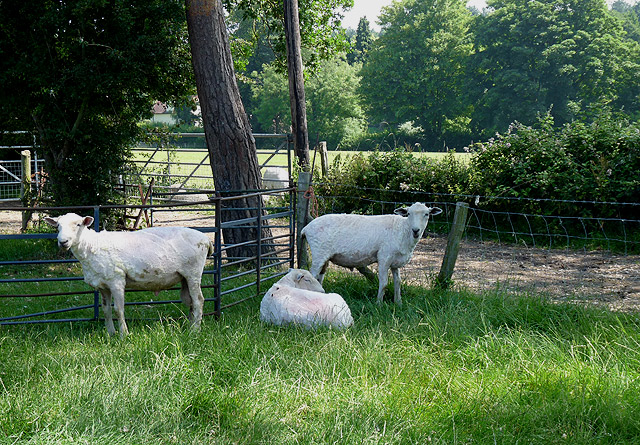
Des béliers Lincoln Longwool soigneusement tondus démentent leur nom maintenant qu'ils ont été tondus à quelques millimètres de leur peau.
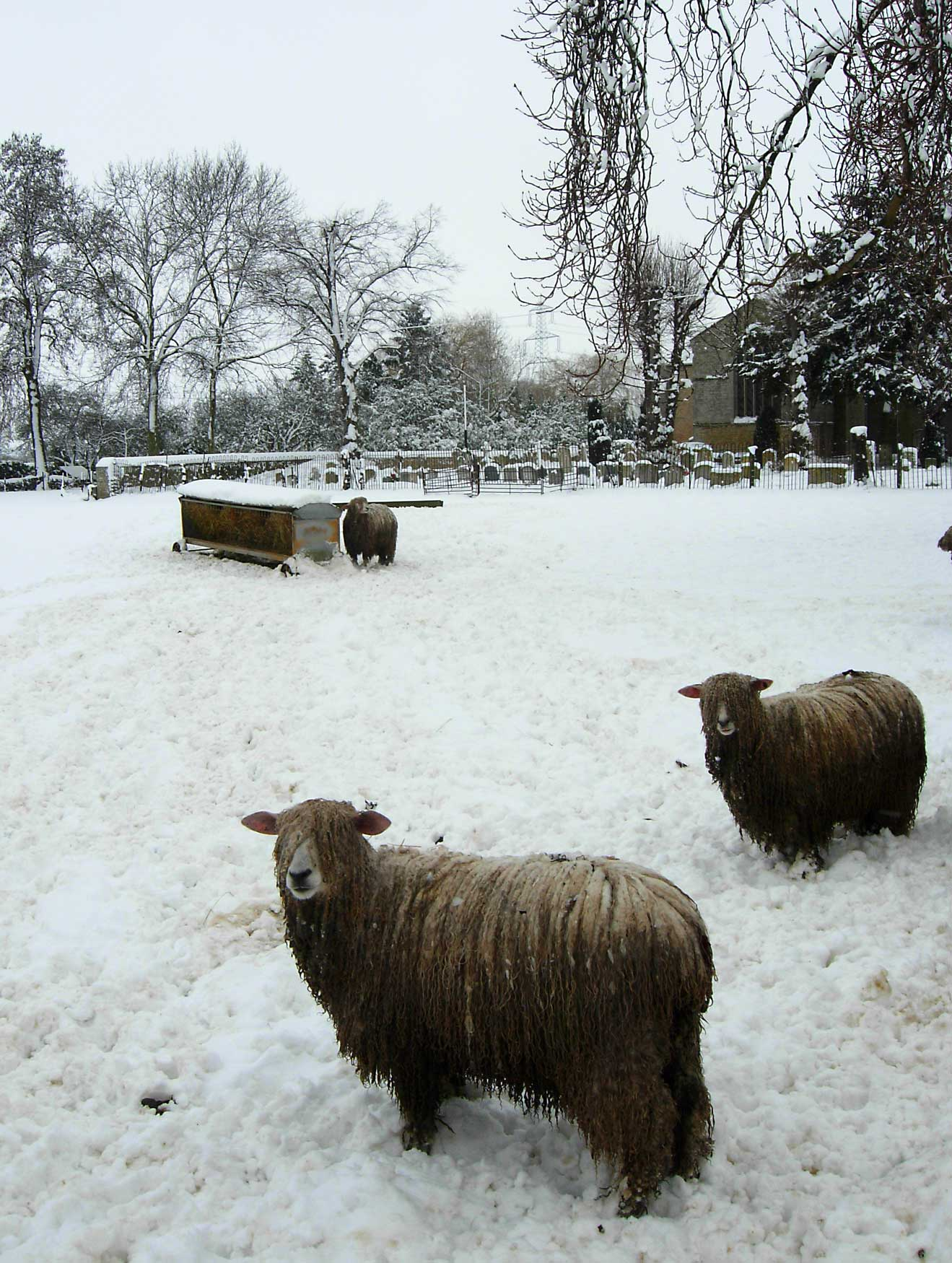
Moutons Lincoln Longwool à côté du cimetière de St Lawrence à Tallington, dans le Lincolnshire.
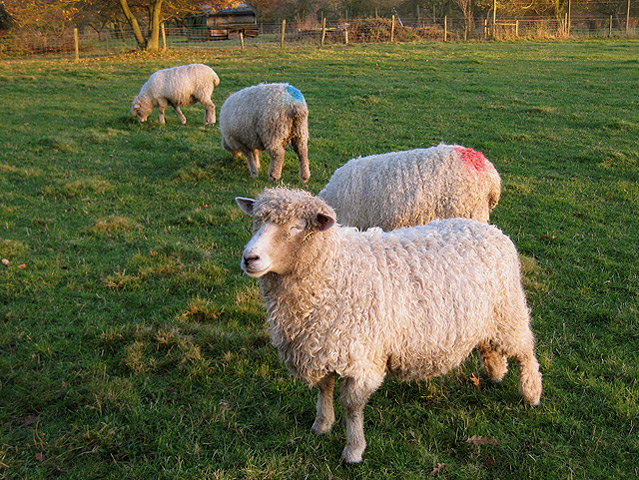
Des brebis Lincolnshire Longwool. Les marques de couleur indiquent que les brebis ont été couvertes par les béliers. Les béliers portent un harnais comportant un crayon de couleur qui laisse une preuve de leur activité.